# Vestas Sailrocket
Vestas Sailrocket — глиссирующее двухкорпусное парусное судно по схеме проа, созданное специально для побития рекорда скорости под парусом. Судно может ходить только правым галсом, относится к классу B (площадь паруса 150—235 кв. футов) и создано при финансовой поддержке производителя ветровых турбин Vestas.
Первая попытка установления рекорда была в 2008 году и закончилась крушением. Была достигнута скорость 52,22 узлов (96,71 км/ч). 
После модернизации была сделана ещё одна попытка, оказавшаяся удачной: в Уолфиш-Бей, Намибия 12 ноября 2012 года судно преодолело мерные 500 метров со скоростью 54,08 узлов (100,16 км/час), а 28 ноября — 65,45 узлов (121,21 км/час). Оба рекорда были зафиксированы WSSRC.